# رودريغو كيروغا
رودريغو كيروغا (23 مارس 1987 في الأرجنتين - ) (بالإسبانية: Rodrigo Quiroga)‏ هو لاعب كرة طائرة شاطئية ولاعب كرة طائرة الأرجنتين في مركز ضارب خارجي ‏. شارك في الألعاب الأولمبية الصيفية 2012. ولعب مع Jastrzębski Węgiel ‏.

## وصلات خارجية
- رودريغو كيروغا على موقع الاتحاد الأوروبي (الإنجليزية)
- رودريغو كيروغا على موقع عالم الكرة الطائرة (الإنجليزية)
- رودريغو كيروغا على موقع الدوري الألماني للكرة الطائرة (الألمانية)
- رودريغو كيروغا على موقع دوري الدرجة الأولى الإيطالي للكرة الطائرة - رجال (الإيطالية)
- رودريغو كيروغا على موقع أوليمبيديا (الإنجليزية)